# Idegenlégió
Az idegenlégió egy olyan reguláris haderő, amelynek tagjai általában nem az adott ország állampolgárai közé tartoznak.Több ország is alkalmazott ilyen jellegű egységeket a 20. század előtt. Napjainkban ténylegesen csak Franciaország és Spanyolország tart fenn idegenlégiót, de maga az idegenlégió kifejezés a magyarban legtöbbször a franciára utal.
- Francia Idegenlégió

- Spanyol Idegenlégió

- Izraeli Machal

Hollandiának is volt ilyen jellegű csapata, a KNIL (Koninklijk Nederlands Indisch Leger, magyarul: Holland Királyi Indonéz Hadsereg). 1830. március 10-én hozták létre királyi utasításra és egészen 1949-ig szolgált, amikor is Indonézia kivívta függetlenségét.
Több nemzet is használ illetőleg használt olyan kisebb katonai egységeket, melynek tagjait bizonyos külföldi országból toborozzák illetve toborozták. A legismertebbek a indiai és brit hadsereg nepáliakból álló gurka-ezredei és a Svájci Gárda a Vatikánban. Ugyanide tartozott még a boszniai mudzsáhid (El-Mudžahid) is.

## Fordítás
Ez a szócikk részben vagy egészben  a   Foreign_legion című angol Wikipédia-szócikk fordításán alapul.  Az eredeti cikk szerkesztőit annak laptörténete sorolja fel. Ez a jelzés csupán a megfogalmazás eredetét és a szerzői jogokat jelzi, nem szolgál a cikkben szereplő információk forrásmegjelöléseként.